# Saint-Mard-sur-le-Mont
Saint-Mard-sur-le-Mont ist eine französische Gemeinde mit 114 Einwohnern (Stand 1. Januar 2022) im Département Marne in der Region Grand Est. Sie gehört zum Kanton Argonne Suippe et Vesle und zum Arrondissement Châlons-en-Champagne. 

## Geografie
Die Gemeinde Saint-Mard-sur-le-Mont liegt am Oberlauf der Vière etwa auf halbem Weg zwischen Châlons-en-Champagne und Bar-le-Duc. Sie ist umgeben von folgenden Nachbargemeinden:
| Noirlieu | Remicourt                                   | Givry-en-Argonne |
|          | Kompassrose, die auf Nachbargemeinden zeigt | Le Châtelier     |
| Contault | Possesse                                    |                  |

## Bevölkerungsentwicklung

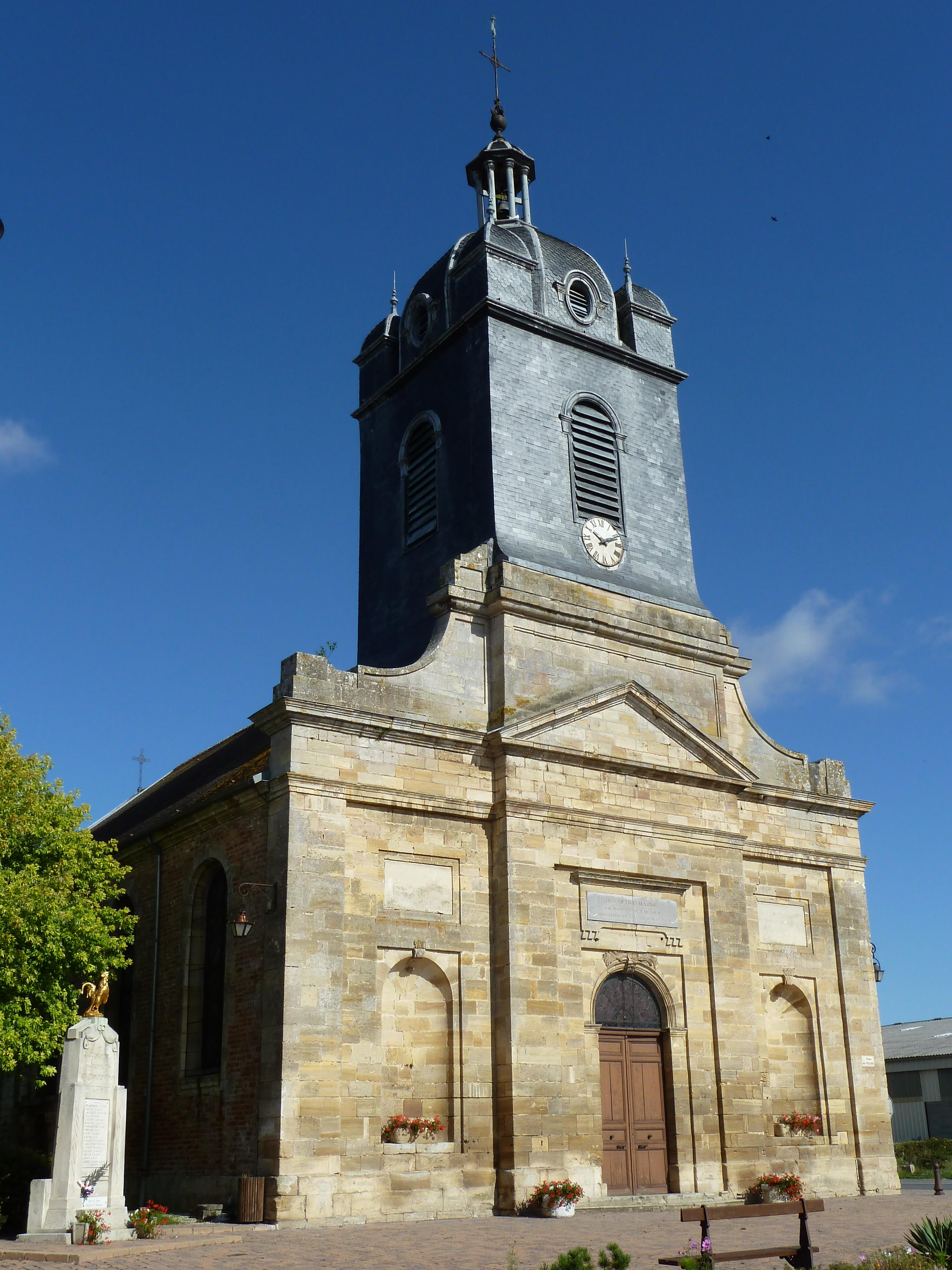
Kirche Saint-Médard

| Jahr                       | 1962 | 1968 | 1975 | 1982 | 1990 | 1999 | 2008 | 2018 |
| -------------------------- | ---- | ---- | ---- | ---- | ---- | ---- | ---- | ---- |
| Einwohner                  | 222  | 200  | 172  | 157  | 121  | 104  | 126  | 119  |
| Quellen: Cassini und INSEE |      |      |      |      |      |      |      |      |

## Sieh auch
- Liste der Monuments historiques in Saint-Mard-sur-le-Mont